# Kopalnia Węgla Kamiennego Murcki-Staszic

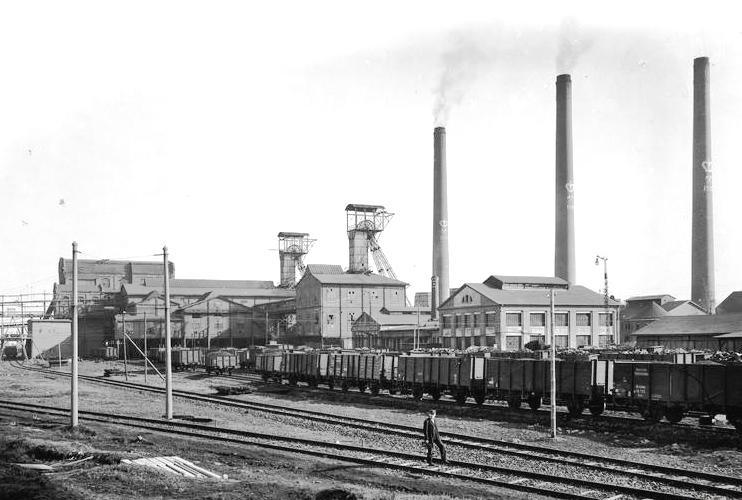
Historische Ansicht der Boerschächte

Das Bergwerk Murcki-Staszic (polnisch Kopalnia Węgla Kamiennego Murcki-Staszic) ist ein förderndes Steinkohlenbergwerk in Katowice, Polen. Derzeit ist die Zeche eine durch und durch moderne, effiziente und finanziell produktive Bergbaueinheit, die Gewinne abwirft. Die Förderung findet inzwischen fast ausschließlich im Baufeld von Staszic statt. Es gehörte bis 2017 zur Katowicki Holding Węglowy SA (KHW), seitdem zur Polska Grupa Górnicza (PGG).  Am 1. Juli 2015 ist die Anlage Boże Dary – wie auch andere unrentable Zechen – in die Spółka Restrukturyzacji Kopalń (SRK) überführt und dort die Förderung eingestellt worden. Die nicht in die Frühverrentung gehenden oder eine Abfindung erhaltenden Bergleute wurden auf Wujek oder Staszic angelegt. Die Liquidation von Boże Dary soll am 31. Dezember 2020 abgeschlossen sein. Nach einer Vereinbarung zwischen SRW und KHW werden der Schacht „Zygmunt“ sowie zwei Abbaupunkte weiterhin von Staszic genutzt.

## Geschichte
Dieses Bergwerk im Südosten von Katowice gelegen, hat sehr unterschiedliche Wurzeln. Während mehrere der Ursprungsbergwerke zum Besitz der Fürsten von Pleß gehörten und sehr alt sind, ist Staszic ein noch sehr junges Bergwerk, das seine Kohle weitgehend in dem sogenannten Reservefeld abbaut, das außerhalb des Pleßschen Besitzes lag.

### KWK Murcki
Dieses Bergwerk hat, wie viele andere Zechen auch, eine sehr wechselvolle Geschichte, die mit zahlreichen Namensänderungen einherging.

#### Bergwerk Emanuelssegen (bis 1922)
Die Zeche Emanuelssegen (Lage), in der gleichnamigen Gemeinde der Herrschaft Pleß gelegen, ist wahrscheinlich das älteste Bergwerk in Polen. Ihre Ursprünge gehen angeblich bis in das Jahr 1657 zurück. In der Murcki, eine halbe Meile von Kostuchny entfernt und südöstlich der Ortschaft Emanuelssegen gelegen, traten die Kohleflöze bis an die Oberfläche und waren daher sehr leicht abzubauen. Daher steht zu vermuten, dass der Abbau in Pingen vermutlich schon früher stattgefunden hat. Um 1740 verfasste Quellen lassen vermuten, dass damals Kohle aus der Murcki mit Karren nach Ratibor und danach weiter bis nach Breslau befördert worden sind.
Gesicherte Erkenntnisse gibt es aber erst aus dem Jahr 1769, weil in diesem Jahr der König von Preußen das Regal auf Mineralien, d. h. auch auf Steinkohle, den Grundeigentümern verlieh, im vorliegenden Fall den Fürsten von Pleß. Mit dieser Verleihung war jedoch die Notwendigkeit verbunden, Fachpersonal einzustellen. Dieses wurde aus Westfalen angeworben.
An der Wende vom 18. zum 19. Jahrhundert verfügte das Bergwerk über ein Dutzend Schächte und ab 1808 über einen Stollen zur Entwässerung der Grube und zum Transport der Kohle. Zwischen 1815 und 1845 kamen dann 18 weitere Schächte und zwei weitere Stollen hinzu, von denen einer 42 Meter unter der Erdoberfläche lag und eine Länge von 600 Metern besaß. Auch bekam die Zeche einen Gleisanschluss, so dass die Kohlen gut zu den wichtigen Märkten in Krakau und Lemberg transportiert werden konnten. Die Förderung belief sich in dieser Zeit auf ungefähr 80.000 Tonnen pro Jahr.
Der Übergang zum Tiefbau erfolgte im Jahr 1908, als zwei Schächte mit den Namen Marie I/II abgeteuft wurden und Schacht Marie II ein stählernes Fördergerüst erhielt. Die Fertigstellung der Anlage "Maria I/II" erfolgte noch während des Ersten Weltkriegs.

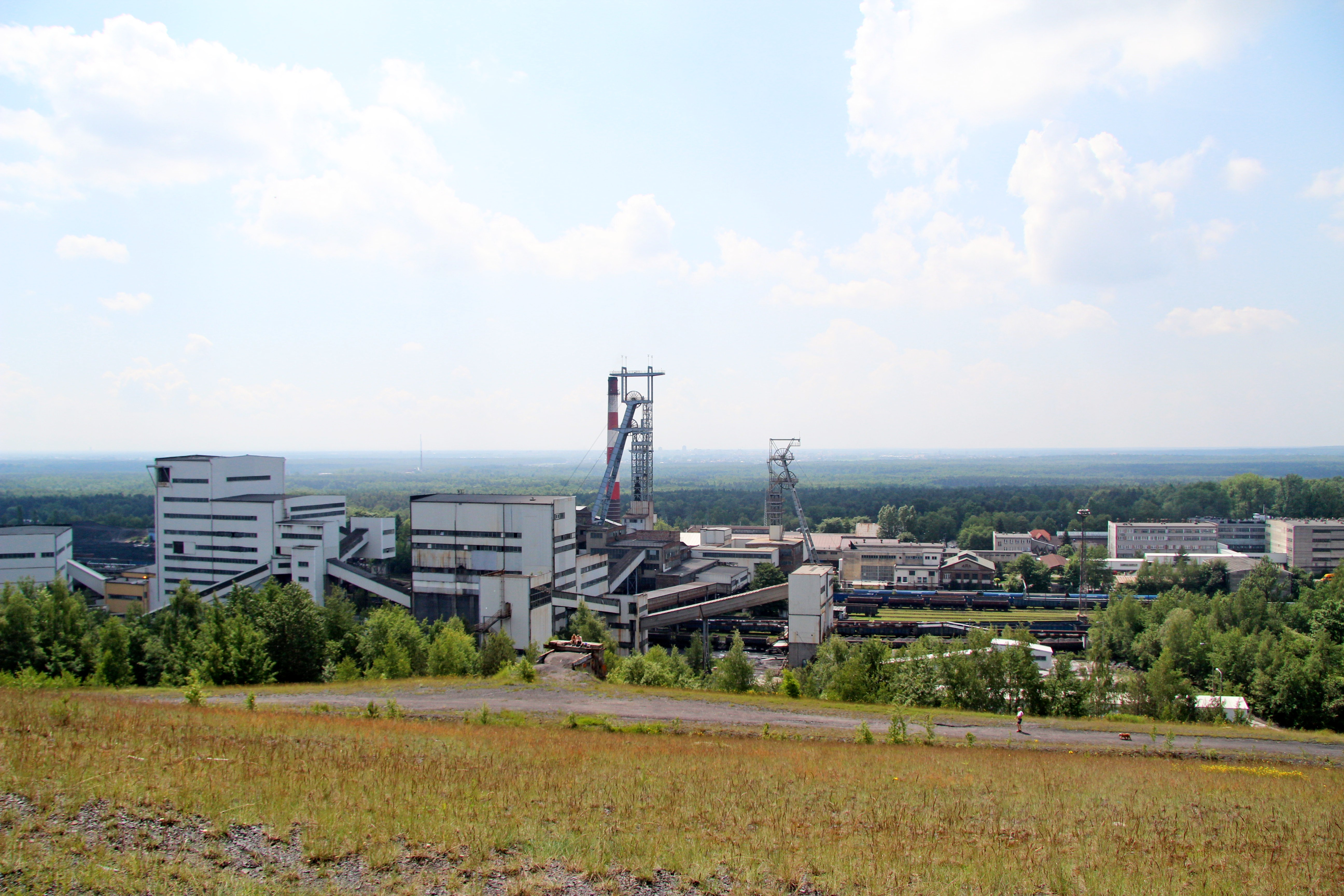
Gesamtübersicht Boże Dary (erstellt von Monisiolek)

#### Emanuel
Nach der Teilung Oberschlesiens im Jahr 1922 fiel das ganze Fürstentum Pleß an Polen und das Bergwerk erhielt jetzt den Namen „Emanuel“, den es bis 1934 trug. Wie stark der Widerstand des Fürstenhauses gegenüber der neuen Landesherrschaft war, zeigt folgendes Zitat: „Im selben Sinn strich die Direktion der Plessischen Gruben des Fürsten von Pless in Kattowitz jede polnische Handelsfirma von die Liste ihrer Lieferanten, wenn sie nicht bereit war, den Schriftverkehr in deutscher Sprache zu führen.“ Ein Urteil des Amtsgerichtes Pleß aus dem Jahr 1934, wonach es in dieser Zeit zu Steuerhinterziehungen gekommen sein soll, lassen eine wenig konstruktive Zusammenarbeit zwischen dem jungen polnischen Staat und Zecheneigentümer vermuten.

#### Książe Maria
Spätestens mit der Zwangsverwaltung des Bergwerks ab 1934 hat die Zeche den Namen „Maria“ getragen. Er wurde bis 1939 beibehalten, bevor dann im Rahmen der Besetzung Polens durch deutsche Truppen der ursprüngliche Name wieder eingeführt wurde.

#### Emanuelssegen (1939–1945)
Von 1940 bis 1945 befand sich das Bergwerk unter Leitung der Fürstlich Plessischen Bergwerks AG. Zwischen dieser AG und der IG Farben gab es während des Zweiten Weltkriegs mehrere Kooperationen, wie die Geschichte des Bergwerks Książe belegt. Wie auf zahlreichen anderen Steinkohlenbergwerken konnte auch hier die kriegswichtige Förderung nur mit Hilfe sowjetischer Kriegsgefangener aufrechterhalten werden.

#### Murcki (ab 1945)
Mit der Befreiung Polens von Nazideutschland erhielt das Bergwerk den Namen „Murcki“. Es konnte relativ zügig seine Produktion wieder aufnehmen, weil ein Plan der Nazis, die Grube absaufen zu lassen, hatte verhindert werden können.
Kurz nach Kriegsende gab es von 1947 bis 1948 eine erste kurze Fusion mit dem Nachbarbergwerk Boże Dary, bevor sie im Jahr 1976 endgültig vollzogen wurde. Zu diesem Zeitpunkt verfügte das Bergwerk über die beiden Förderschächte „Maria I/II“ sowie die Wetter- und Materialschächte „Stanisław“ und „Jakub“.
Das neue Verbundbergwerk mit dem Namen Murcki verfügte über die beiden Abteilungen Murcki und Boże Dary. Obwohl sich dann die formale Stilllegung der Abteilung „Murcki“ noch längere Zeit hinzog, wurde die Förderung bald eingestellt und es wurden alle Tagesanlagen und Fördereinrichtungen abgerissen.

### KWK Boże Dary

#### Boerschächte
Die Zeche (Lage) wurde von den Fürsten zu Pleß zwischen 1901 und 1903 in der Nähe von Kostuchny errichtet und erhielt zunächst zu Ehren des Bergbauassessor Boer den Namen Boerschächte. Während sie an einigen Stellen die Kohle in eigenen Gebieten abbaute, gab es schon von Anfang an Bereiche, in denen sich das Abbaugebiet dieser Zeche und das von Emanuelssegen überschnitten. Deshalb war das Bergwerk ab 1903 mit dieser durchschlägig.
Die Zeche verfügte um die Jahrhundertwende über zwei Schächte, die zu diesem Zeitpunkt 189 m tief waren.

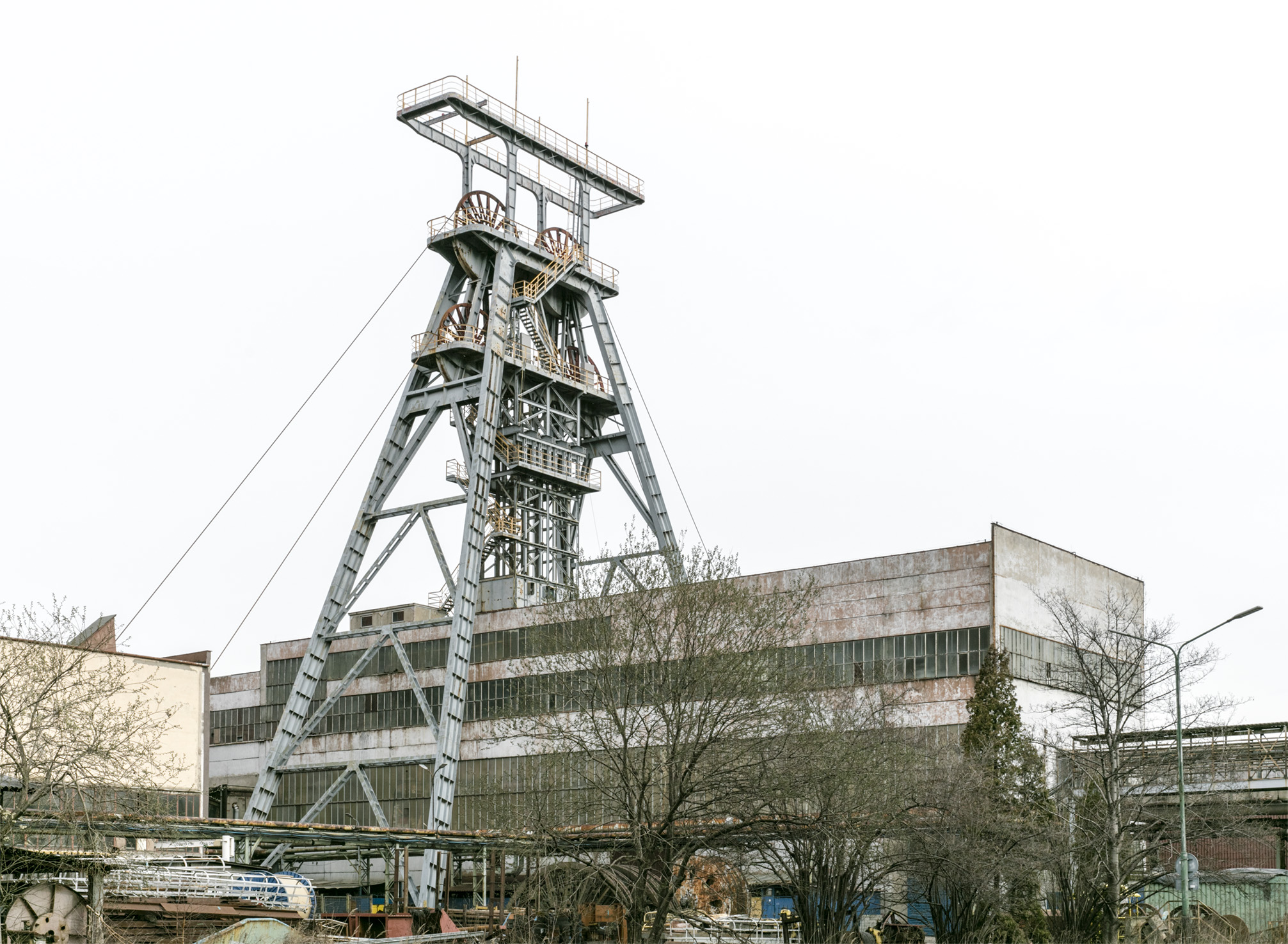
Staszic Doppelbock über Schacht 2

Die Entwicklung der zur Zeche gehörenden Wohnkolonie wurde von deren Betreibern als ein Beispiel für eine Musterkolonie bezeichnet. Die Häuser wurden von den Arbeitern selbst finanziert. Diese Form des Erwerbs von Wohneigentum wurde durch die Verwaltung des Fürsten als auch durch eine während der Zweiten Republik 1923 realisierte Reform ermöglicht.
1937 erfolgte die Umbenennung des Bergwerks in Boże Dary.

#### Boże Dary
Nach der Verstaatlichung der Zechen am Ende des Zweiten Weltkriegs gehörte das Bergwerk zur Mikołów Union für Kohleindustrie. Im Jahr 1947 wurde das Bergwerk zunächst nur für ein Jahr mit der benachbarten Zeche Murcki zusammengeschlossen. 1970, als die Anlage 930.730 Tonnen Kohle produzierte, deutete sich eine Erschöpfung der Lagerstätten auf Murcki an. Deshalb wurden Murcki und Boże Dary erneut zu einem Verbundbergwerk mit einer Berechtsame von 50,59 km² zusammengeschlossen. Obwohl heute die Kohle ausschließlich im Baufeld von Boże Dary abgebaut wird, hat man den Namen Murcki als den der ältesten Schachtanlage Oberschlesiens beibehalten.
In den letzten Jahren wurde die Belegschaft von 6.500 auf 3.000 Mitarbeiter verringert. Trotzdem konnte durch eine Verringerung der Zahl der Abbaupunkte, den Einsatz eines hydraulischen Schreitausbaus, lange Abbaufronten und die Verwendung von Dieselloks auf der 600-m-Sohle die Förderung auf 10.500 t/d gesteigert werden. Abgebaut werden die beiden Flöze 349 und 351, deren Mächtigkeit zwischen 1,2 m und 3,2 m liegt.
Das Bergwerk verfügt über zwei Förderschächte (Schacht I 416 m Teufe; Schacht II 600 m) sowie die beiden Wetterschächte Zygmunt und Czułow. Der Abbau findet auf der 416-m- und der 600-m-Sohle statt. Auf der Hauptsohle bei 416 Metern befinden sich die Schaltzentrale, die Hauptentwässerungspumpstation, das Lokomotivdepot sowie die elektrischen und mechanischen Werkstätten.
Einer Schätzung aus dem Jahr 2004 zufolge beliefen sich bis zu einer Tiefe von 1000 Metern die förderwürdigen Reserven des Bergwerks auf 143 Mio. Tonnen.

### Reservefeld
Hier handelt es sich nicht um den Namen eines Bergwerks, sondern die Bezeichnung für ein 22,86 km² großes Steinkohlenfeld, in dem einige kleinere Bergwerke (Pepita- und Jacobgrube am Rand der Siedlung Gieschewald) Kohle förderten, bevor das Bergwerk Staszic dort großflächig Abbau betrieb.

### KWK Staszic
Als im Jahr 1955 die Nachfrage nach Steinkohle rasant wuchs, wurde das sogenannte Reservefeld auf seine Lagerstätten hin untersucht. Diese Exploration ergab, dass man zur Erschließung der anstehenden Kohle keine neuen Schächte auf Wieczorek abteufen, sondern ein neues Bergwerk (Lage) errichten werde. Deshalb erhielt im Jahr 1957 die Vereinigung der Kohlenindustrie von Katowice (Katowickie Zjednoczenie Przemysłu Węglowego) den Auftrag, ein modernes Bergwerk zu planen und zu errichten. Schon am 5. Februar 1958 genehmigte das Ministerium für Bergbau und Energie das Bergwerk und ordnete ihm eine Berechtsame von 11,98 km² zu. Den Namen erhielt es nach Stanisław Staszic, einem Vertreter der polnischen Aufklärung und Förderer der Industriellen Entwicklung in Kongresspolen.
Die Zeche wurde am 20. Juli 1964 offiziell eingeweiht und verfügte später über folgende Schächte:
- Schacht I: Betonturm mit Skipförderung von der 795-m-Sohle
- Schacht II: Doppelbock für Material- und Seilfahrt; auf dem Zentralgelände des Bergwerks gelegen
- Schacht III: Ausziehender Wetterschacht (Tiefe von 500 m) für das Südostfeld. Er wurde inzwischen abgeworfen.
- Schacht IV: Es hat eine Teufe von 655 m und liegt im Abbaugebiet der Zeche Wieczorek; neben der Bewetterung dient er auch als Materialschacht.
- Schacht V: Wetterschacht und Spülversatz; Teufe 751 m
- Schacht VII: einziehender Wetterschacht; Teufe 795 m

Die erste Sohle des Bergwerks wurde auf einer Teufe von 500 Metern angesetzt und am Anfang betrug die Förderung bescheidene 500 t/d an Steinkohlen. Parallel dazu wurde jedoch auch die gleiche Menge an Eisenerz gewonnen.
Durch zahlreiche Maßnahmen wie die Benutzung von Panzerförderern, die Modernisierung der Aufbereitung, den unbemannten Transport von Bergematerial sowie einen vollmechanisierten Schreitausbau gelang es, die Förderkapazität von anfänglich 10.000 t/d bis 1982 auf 16.000 t/d zu steigern. Diesen effizienzsteigernden Maßnahmen standen aufwändige Sicherungsarbeiten gegenüber. So musste an vielen Stellen der Alte Mann mit Bergematerial und Sand gefüllt werden, um wegen der starken Methanausgasung die Schlagwettergefahr zu verringern und Bergschäden an der Erdoberfläche zu minimieren. Auch ergaben sich besonders in den 1980er Jahren dadurch Betriebsstörungen, dass zahlreiche Maschinen auf Verschleiß gefahren worden waren und es an Ersatzteilen mangelte.

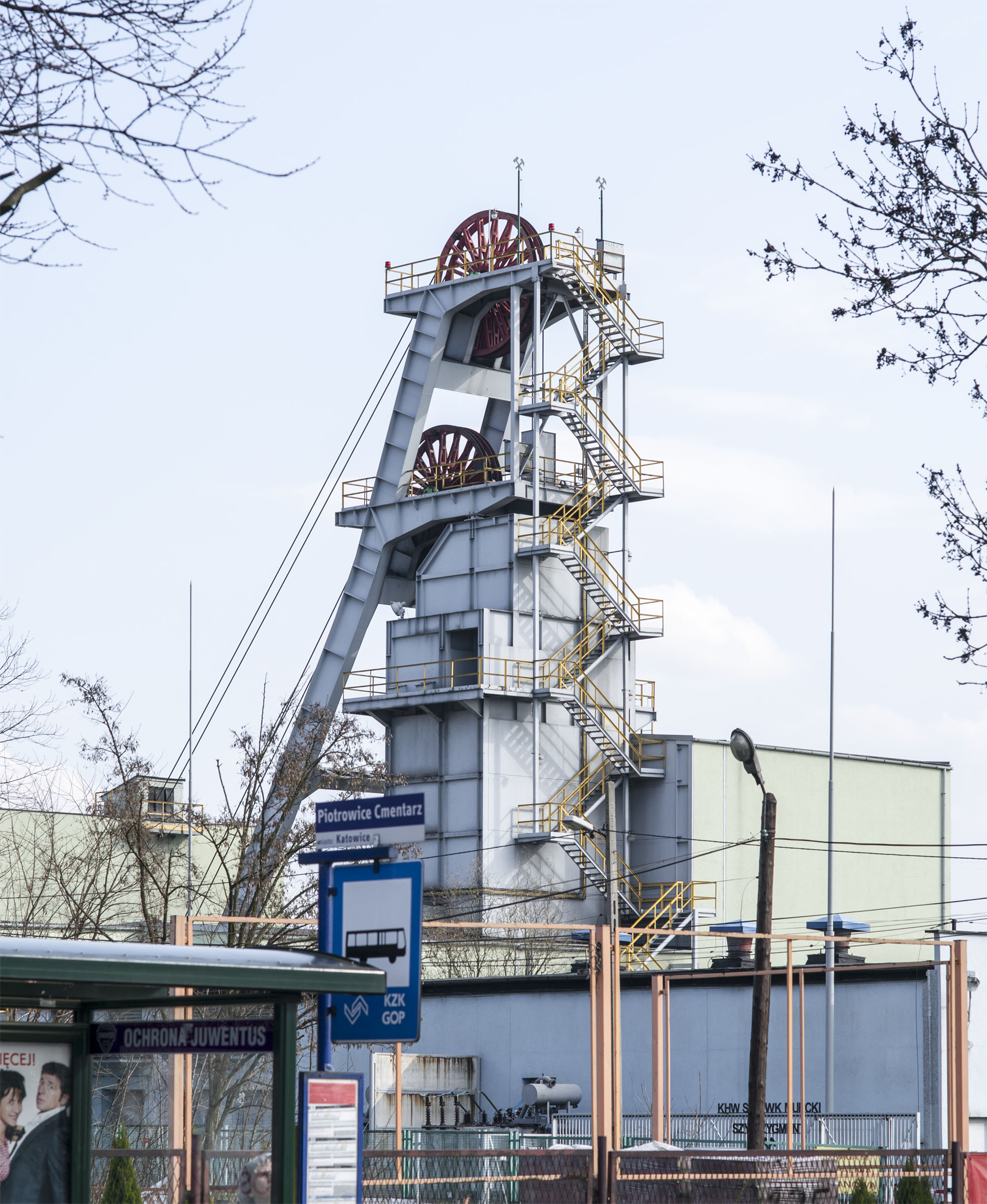
Boże Dary Schacht Zygmunt

Am 5. Juli 1978 ereignete sich auf Staszic das schwerste Bergbauunglück seiner Geschichte. Es kam auf der 500-m-Sohle im Flöz 405 zu einer Methangasexplosion, bei der der 4 Bergleute getötet und 13 weitere verletzt wurden.
Im Juni 1979 wurde im Bergwerk Staszic ein neues Schichtsystem mit dem Ziel eingeführt, die Produktivität weiter zu erhöhen. Es bestand darin, die Bergleute an sechs aufeinanderfolgenden Tagen drei Schichten verfahren zu lassen und ihnen dann zwei Tage frei zu gewähren. Dadurch konnte erreicht werden, dass man mit vier Mannschaftsgruppen auskam – drei arbeiteten und eine ruhte. Dieses Schichtsystem fand jedoch niemals die Zustimmung der Belegschaft und wurde nach einer Welle von Streiks 1980 wieder abgeschafft.
1984 kam es zum Auffahren der 720-m-Sohle, 1992 wurde zum ersten Mal in Polen ein 500 m langer Streb mit einem voll mechanisierten Schreitausbau der britischen Firma Joy Mining Machinery Ltd, Worcester aufgefahren. Die dabei gewonnenen Erfahrungen waren so positiv, dass man die Zahl der Abbaupunkte verringern und so die Effizienz der gesamten Anlage erhöhen konnte.
Im Rahmen der politischen und sozialen Umbrüche zu Beginn der 1990er Jahre gelangte das Bergwerk Staszic unter die Verwaltung der Katowicki Holding Węglowy SA. Seitdem bemüht man sich, die Produktion den neuen Marktverhältnissen anzupassen, d. h. die Produktion zu drosseln, effizient zu fördern und die Belegschaft sozialverträglich zu reduzieren.

### KWK Murcki-Staszic
Das Bergwerk entstand am 1. Januar 2010 durch Fusion der beiden bis dahin selbstständigen Bergwerke Murcki/Boże Dary und Staszic. Am 30. Juni 2015 wurde die Anlage Boże Dary stillgelegt.

## Förderzahlen
- Murcki 1873: 79.986 t; 1913: 432.301 t; 1938: 489.993 t; 1970: 711.198 t; 1979: 2,45 Mio. t
- Boerschächte/Boże Dary 1913: 709.732 t; 1938: 419.519 t; 1938: 419.519 t; 1970: 930.730 t
- Staszic 1975: 3,65 Mio. t; 1980: 4,45 Mio. t; 1984: 4,59 Mio. t; 1988: 4,7 Mio. t; 1994: 3,67 Mio. t;
- Murcki-Staszic 2013: 2,47 Mio. t; 2014: 3,89 Mio. t